# Jak básníci přicházejí o iluze
Jak básníci přicházejí o iluze je česká komedie z roku 1984 a druhý díl básnické hexalogie režiséra Dušana Kleina na námět Ladislava Pecháčka. Hlavní role ztvárnili Pavel Kříž, David Matásek, Adriana Tarábková a Míla Myslíková. Rámcem dílu je první rok Štěpánových studií medicíny v Praze.

## Děj
Kamarádi a bývalí spolužáci z maloměstského gymnázia Štěpán a Kendy odjíždějí studovat do Prahy – Štěpán medicínu na Karlově univerzitě, Kendy režii na FAMU. Zatímco budoucí filmař Kendy studuje zřejmě bez problémů a užívá si pražského kulturního života, Štěpán propadá frustraci z množství látky, kterou se musí naučit, především v anatomii, a obává se, že neprojde ani do druhého ročníku. Navíc trpí finanční nouzí, protože jeho maminka mu nemůže posílat moc peněz. Kendy mu poradí, aby se vetřel do jedné bohaté rodiny skrze seznámení s jejich osmnáctiletou dcerou Sášou, která oč míň je atraktivní, o to víc touží po nějakém chlapci. Štěpán se o to skutečně pokusí, ale první (a poslední) návštěva u Sášiny rodiny skončí katastrofou, když mu jeho potměšilí kolejní spolubydlící vymění narozeninový dort v krabici za umělou lebku a kosti. 
Štěpán pak nastoupí na brigádu v nemocnici, kde se zamiluje do krásné studentky střední zdravotní školy (Adriana Tarábková), které začne přezdívat „Jeskyňka“. O ni má však zájem i nesympatický doktor Fast (Jiří Štěpnička). Touha dokázat, že není o nic horší než on, Štěpána motivuje k tomu, že se anatomii naučí na výbornou. Při odjezdu na prázdniny ho však čeká trpké zklamání: také Jeskyňka odjíždí pryč se svým nastávajícím – dr. Fastem.

## Obsazení
- Pavel Kříž - Štěpán Šafránek
- David Matásek - Kendy
- Adriana Tarábková - Jeskyňka
- Karel Roden - Honza Antoš
- Joseph Dielle - Mireček
- Václav Svoboda - Venoš Pastyřík
- Eva Jeníčková - Vendulka utěšitelka
- Míla Myslíková - paní Šafránková
- Jan Přeučil - docent Sejkora
- Josef Somr - profesor Ječmen
- Zdeněk Svěrák - docent Zajíc
- Ondřej Vetchý - Karabec
- Oscar Gottlieb - Bedřich
- Adolf Filip - Kendyho otec
- Akram Staněk - Masařík
- Jiří Štěpnička - doktor Fast
- František Filipovský - Valerián Adolf
- Lucie Juřičková - Sáša
- Leoš Suchařípa - profesor Solferin

## Zajímavost
V jedné z drobných epizod filmu, kdy Honza Antoš demonstruje svoji fotografickou paměť tím, že se během 10 sekund naučí spletité jméno Mirečkova dědečka, ve skutečnosti Honza odvypráví většinu parodicky dlouhého jména pokrmu Lopado...pterygon z Aristofanovy komedie Ženský sněm.